# TV Grama

TV Grama est un magazine de presse people chilien, le magazine appartient à Holanda Comunicaciones SA. Ce magazine hebdomadaire traitait de l'actualité des célébrités du spectacles et de membres de familles royales et princières.

## Prix TV Grama
- Prix TV Grama 2010
- Prix TV Grama 2011
- Prix TV Grama 2012
- Prix TV Grama 2013